# Birmingham (cráter)
Birmingham es el remanente de un cráter de impacto que se encuentra cerca de la extremidad norte de la Luna, por lo que desde la Tierra se ve bajo un ángulo oblicuo. Se localiza justo al norte del Mare Frigoris, y al este de la llanura del cráter amurallado W. Bond. Al noreste está el más pequeño Epigenes, con Fontenelle hacia el oeste.

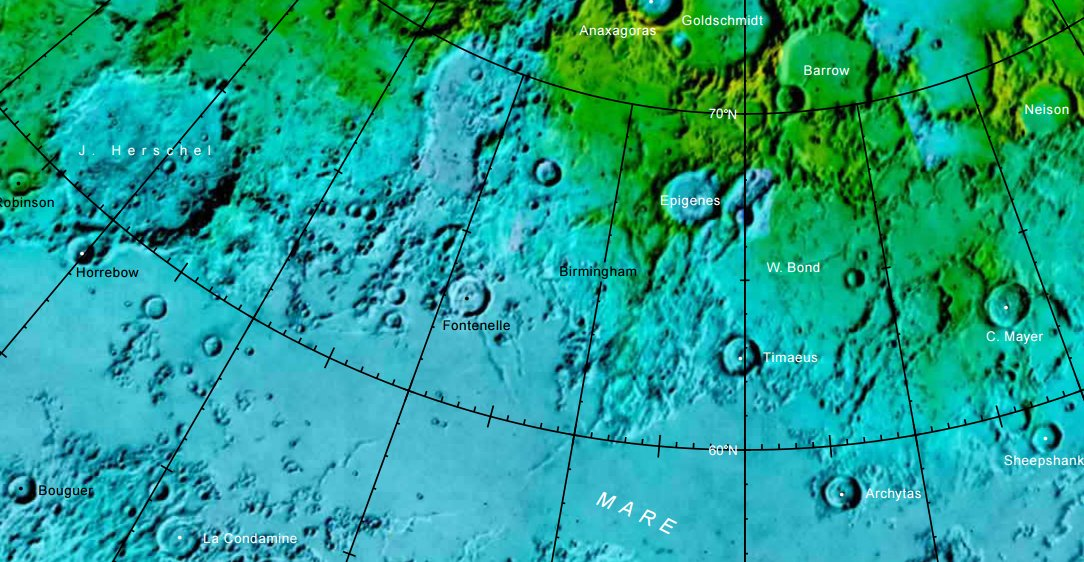
Localización de Birmingham (centro de la imagen)

Todo lo que sobrevive de la formación original es un perímetro irregular de cantos bajos, con hendiduras que rodean el interior resurgido por el flujo de lava. El piso interior está marcado por varios pequeños cráteres, y su superficie es extraordinariamente escarpada para tratarse de una llanura amurallada. El bajo ángulo de iluminación permite apreciar con claridad los detalles de sus campos de cantos rodados.
Lleva el nombre del astrónomo John Birmingham (y no como se dice a menudo el de la ciudad británica de Birmingham ni de su homónima Birmingham, Alabama).

## Cráteres satélite

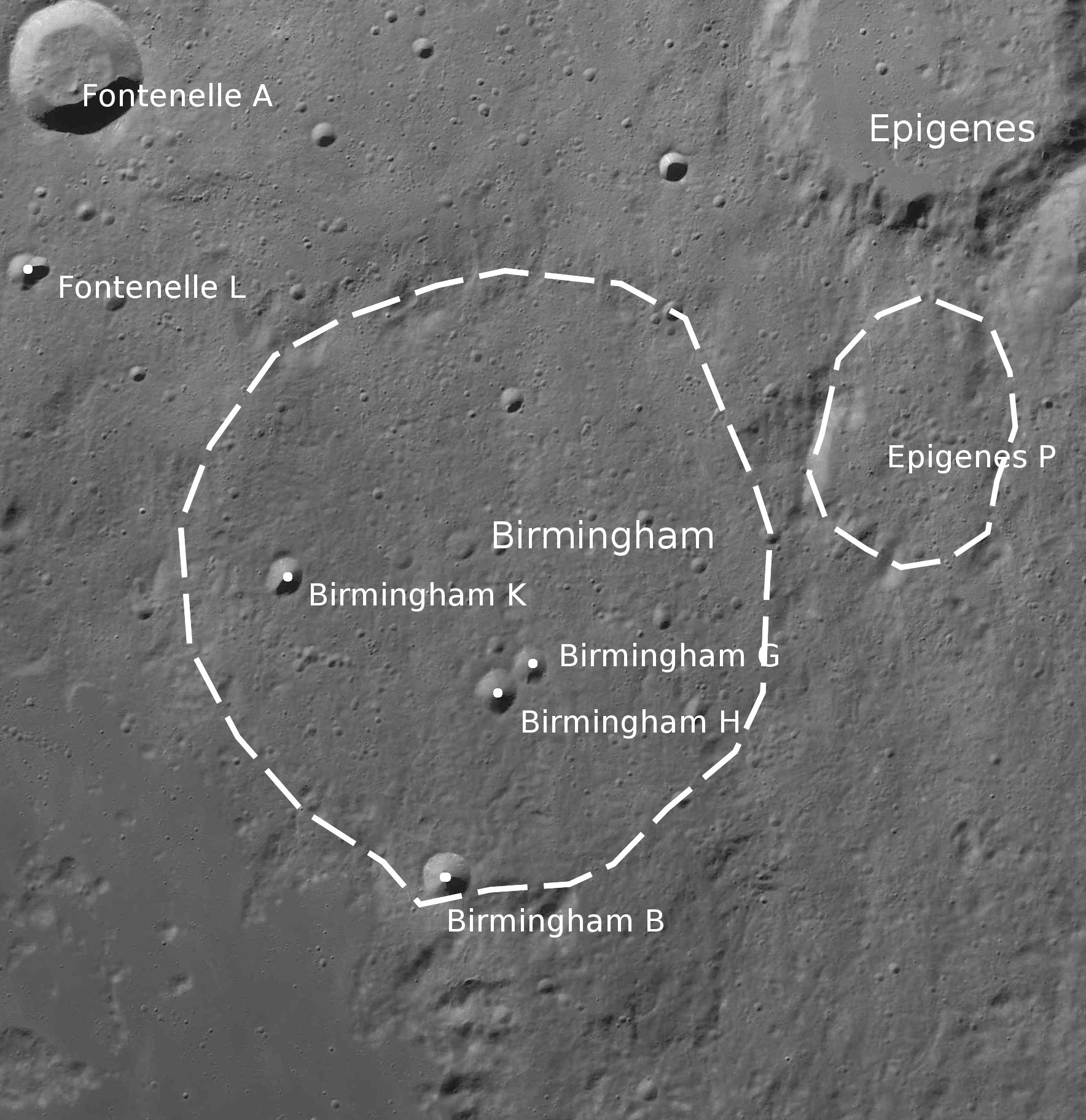
Fotografía de la misión Lunar Reconnaissance Orbiter

Por convención estos elementos son identificados en los mapas lunares poniendo la letra en el lado del punto medio del cráter que está más cerca de Birmingham.
|            | \| Birmingham \| Coordenadas \| Diámetro \| \| ---------- \| ----------------------------- \| -------- \| \| B \| 63°36′N 11°18′O / 63.6, -11.3 \| 8 km \| \| G \| 64°30′N 10°12′O / 64.5, -10.2 \| 5 km \| \| H \| 64°24′N 10°36′O / 64.4, -10.6 \| 7 km \| \| K \| 65°00′N 13°06′O / 65.0, -13.1 \| 6 km \| |          |
| Birmingham | Coordenadas | Diámetro |
| B          | 63°36′N 11°18′O / 63.6, -11.3 | 8 km     |
| G          | 64°30′N 10°12′O / 64.5, -10.2 | 5 km     |
| H          | 64°24′N 10°36′O / 64.4, -10.6 | 7 km     |
| K          | 65°00′N 13°06′O / 65.0, -13.1 | 6 km     |

## Referencias

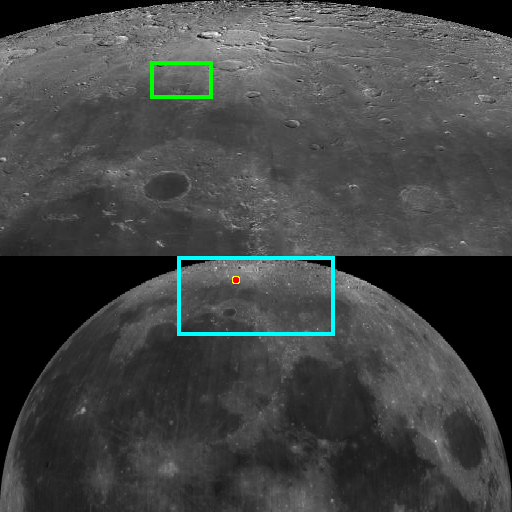
Localización del cráter Birmingham sobre la esfera lunar